# کیلوگرم بر متر مکعب
کیلوگرم بر متر مکعب (به نشانه kg·m−3، یا kg/m3) یک یکای فرعی اس‌آی مشتق شده از چگالی است که به صورت جرم (کیلوگرم) تقسیم بر حجم (متر مکعب) تعریف شده‌است.
کیلوگرم در ابتدا بر اساس جرم یک لیتر آب بنا شده بود، بنابراین چگالی آب در حدود 1000 kg/m3 یا 1 g/cm3 است. در شیمی، معمولاً گرم بر سانتی متر مکعب (g/cm3) استفاده می‌شود.

## تبدیل
1 kg/m3 برابر است با:
1 kg/m3 is equivalent to:
= 0.001 g/cm3 (exactly)
≈ 0.06243 lb/ft3 (approximately)
≈ 0.1335 oz/gal (approximately)
1 g/cm3 = 1000 kg/m3 = 1,000,000 g/m3 (exactly)
1 lb/ft3 ≈ 16.02 kg/m3 (approximately)
1 oz/gal ≈ 7.489 kg/m3 (approximately)